# Gonogotus
Gonogotus is een geslacht van hooiwagens uit de familie Manaosbiidae.
De wetenschappelijke naam Gonogotus is voor het eerst geldig gepubliceerd door Roewer in 1943. 

## Soorten
Gonogotus is monotypisch en omvat slechts de volgende soort:
- Gonogotus areolatus